# Bublinatka
Bublinatka (Utricularia) je nejhojněji zastoupený rod masožravých rostlin. Zahrnuje nejméně 220 druhů a je rozšířen ve všech klimatických pásmech od Antarktidy po tropy s výjimkou nejsušších oblastí a mnoha ostrovů. Přes 80 druhů je endemických. Většina druhů roste v tropech a subtropech Jižní Ameriky, výrazně méně v mírném pásu. V Evropě roste sedm či osm druhů, z nichž všechny patří mezi vodní rostliny. Jméno tohoto velmi přizpůsobivého rodu je odvozeno od malých patiček (o průměru 0,2–12 mm), které vyrůstají podél stonků a listů. Zastoupení rodu ve volné přírodě, zejména v bažinatých oblastech klesá kvůli znečištění prostředí a kvůli ztrátě původního prostředí. V České republice roste ve volné přírodě sedm druhů, přičemž všechny jsou vodními rostlinami.

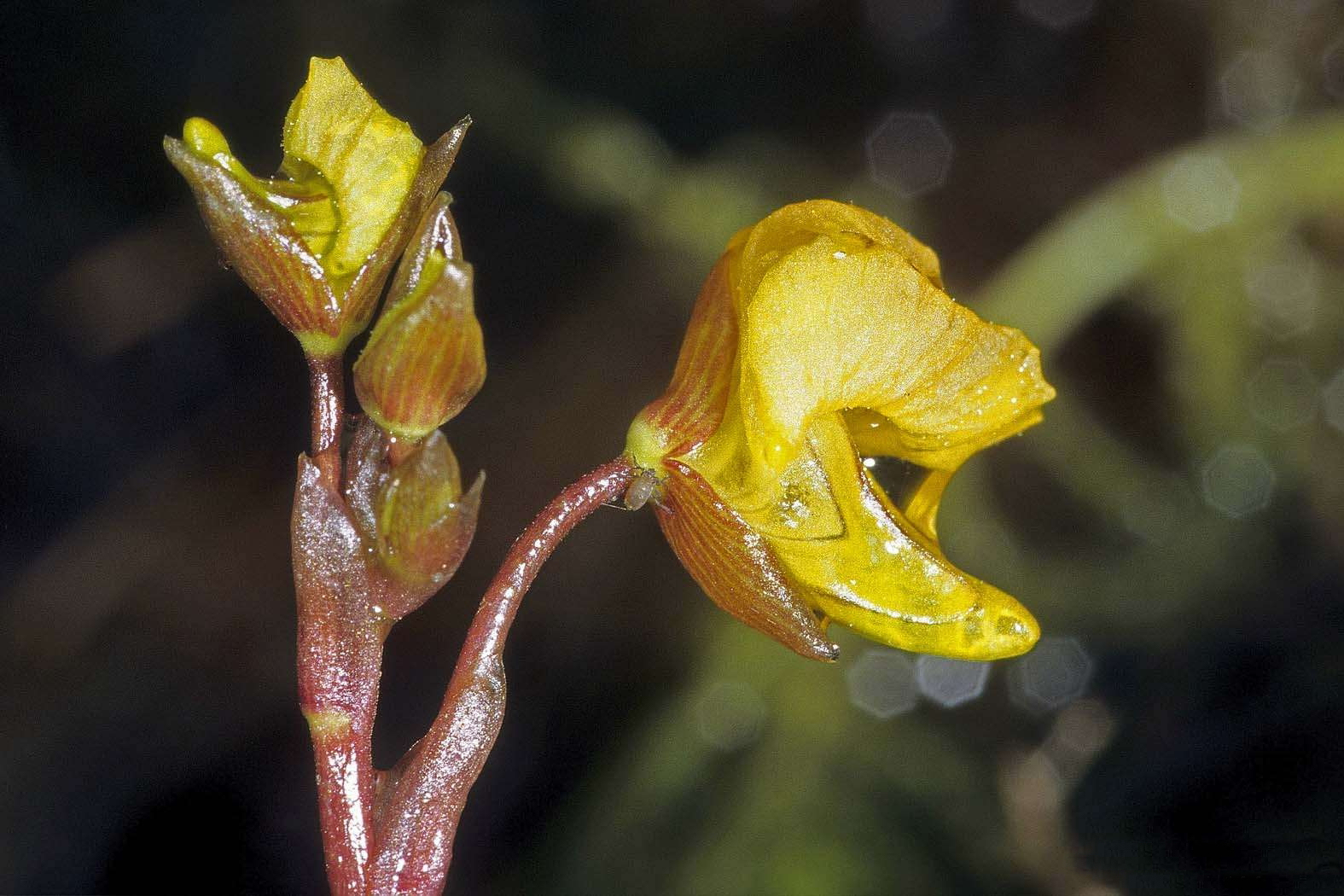
Utricularia minor, bublinatka menší

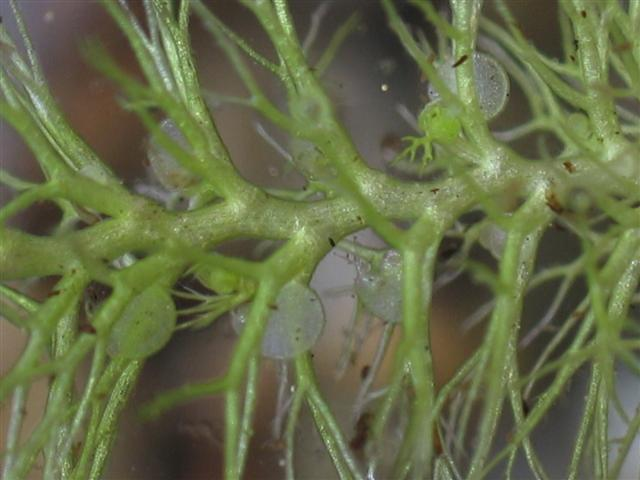
Stonek s lapacími měchýřky

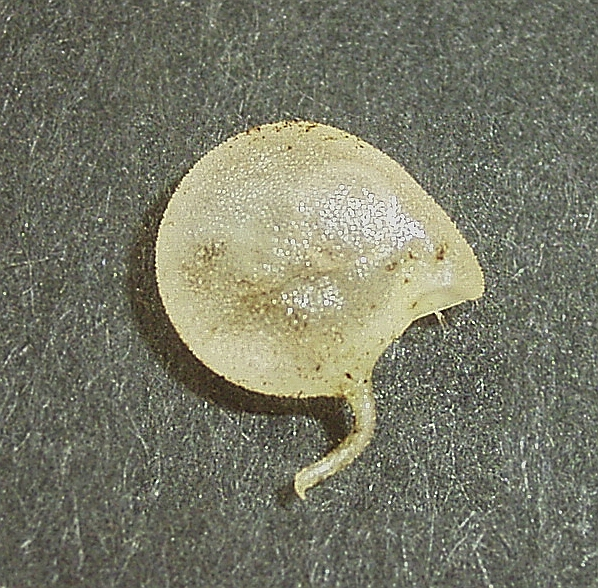
Lapací měchýřek

Lapací měchýřek bublinatek

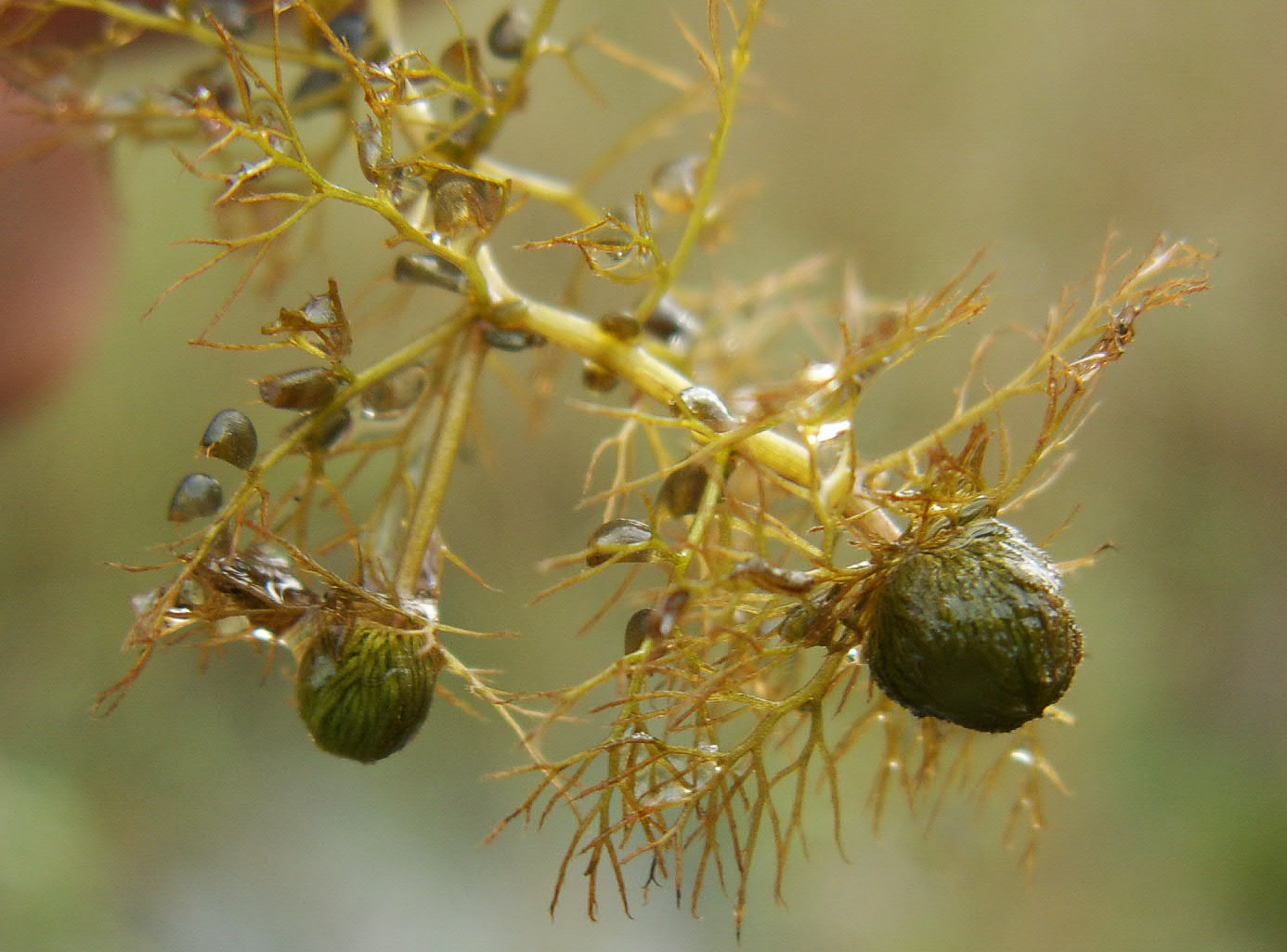
Přezimovací pupeny (turiony) bublinatky obecné (Utricularia vulgaris)

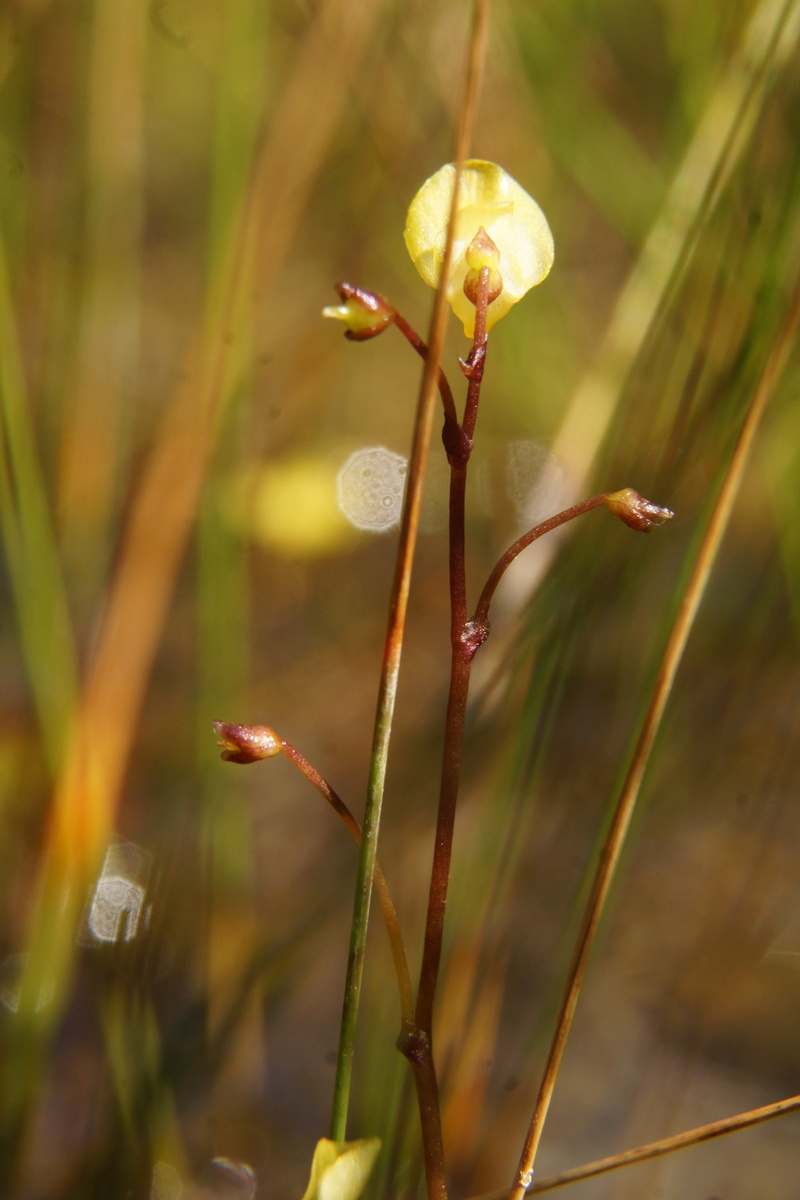
Utricularia minor, bublinatka menší; Godičevo, Slovinsko

Tropické a subtropické bublinatky vegetují celoročně, zatímco v mírném podnebném pásu přes zimu tzv. zatahují do přezimovacího pupenu. Období sucha přečkávají některé druhy pomocí semen, jiné druhy tvoří hlízy. Bublinatky chytají drobné zemní a vodní živočichy do specializovaných pastí, které kořist nasají a uvězní.
Bublinatky lze poměrně snadno pěstovat a množit. Pěstitelé si tento rod oblíbili především kvůli krásným květům, které připomínají květy hledíků a orchidejí. Hodí se k osazování pokojových vitrín i jako doplněk k ostatním masožravým rostlinám.

## Taxonomie
Vědecké synonymum: Tetralobus A. DC.
Bublinatka někdy vedená pod jménem Utricularia exoleta je ve skutečnosti bublinatka opomíjená (Utricularia gibba), nejrozšířenější druh rodu Utricularia, který se rozpadá na dva poddruhy:
- Utricularia gibba var. gibba má květy velikosti 8–20 mm a ostruhu kratší nebo nepatrně delší než dolní pysk;
- Utricularia gibba var. exoleta (bublinatka opomíjená) má květy velikosti 4–8 mm a ostruhu zřetelně delší (až o 1/3) než dolní pysk koruny.

Oba poddruhy rostou a kvetou při dobrém oslunění v mělké vodě nebo ve spleti plovoucích vodních rostlin nebo jako bahenní rostliny. V našich vodách v přírodě obvykle nepřezimují, vyskytují se však v termálních vodách na Slovensku (Bojnice) a v Maďarsku (Hévíz).

### Národní jméno
Národní jméno v češtině mají bublinatky:
- bublinatka bledožlutá (Utricularia ochroleuca) – vodní druh; roste v ČR[9]
- bublinatka Campbellova (U. campbelliana) – pozemní druh[10]
- bublinatka dlouholistá (U. longifolia) – pozemní druh, příp. epifyt[11][12]
- bublinatka horská (U. alpina) – epifytický druh, příležitostně pozemní[13]
- bublinatka jižní (U. australis) – vodní druh; roste v ČR[14]
- bublinatka ledvinolistá (U. nephrophylla) – pozemní druh[11]
- bublinatka lotosolistá (U. nelumbifolia) – epifytický druh[15]
- bublinatka menší (U. minor) – vodní druh; roste v ČR[16]
- bublinatka obecná (U. vulgaris) – vodní druh; roste v ČR[17]
- Bublinatka opomíjená (U. gibba) – vodní druh[18]
- bublinatka penízková (U. pubescens) – pozemní druh[19]
- bublinatka prostřední (U. intermedia) – vodní druh; roste v ČR[20]
- bublinatka Sandersonova (U. sandersonii) – pozemní druh[21]
- bublinatka tmavá (U. stygia) – vodní druh; roste v ČR[22]
- bublinatka vícekvětá (též b. Bremova) (U. bremii) – vodní druh; roste v ČR.[23]

## Základní rozlišování bublinatek
Bublinatky lze dělit na:
- vodní – rostliny až 1,5 m dlouhé a rozvětvené;
- pozemní (terestrické) – rostliny rostou v bohatých svěže zelených trsech, porosty tvoří drobné úzkolisté prýty;
  - skalní (epilitické);[1]
- přisedavé (epifytické) – rostliny s robustnějšími listy a většinou orchidejovitými velkými květy;
- hlíznaté – rostliny, které vytvářejí podzemní hlízy, aby přečkaly období sucha.

## Popis
Bublinatky jsou vodní, bažinaté či terestrické (pozemní) vytrvalé nebo jednoleté rostliny, mimo území České republiky i epifytické rostliny. Jsou přizpůsobeny kolísání vodní hladiny a mají rády vysokou vzdušnou vlhkost. Období sucha přečkávají některé druhy jen pomocí semen, jiné druhy tvoří hlízy.
Vegetativní části bublinatek jsou dalekosáhle morfologicky přeměněné.

### Stonek a kořeny

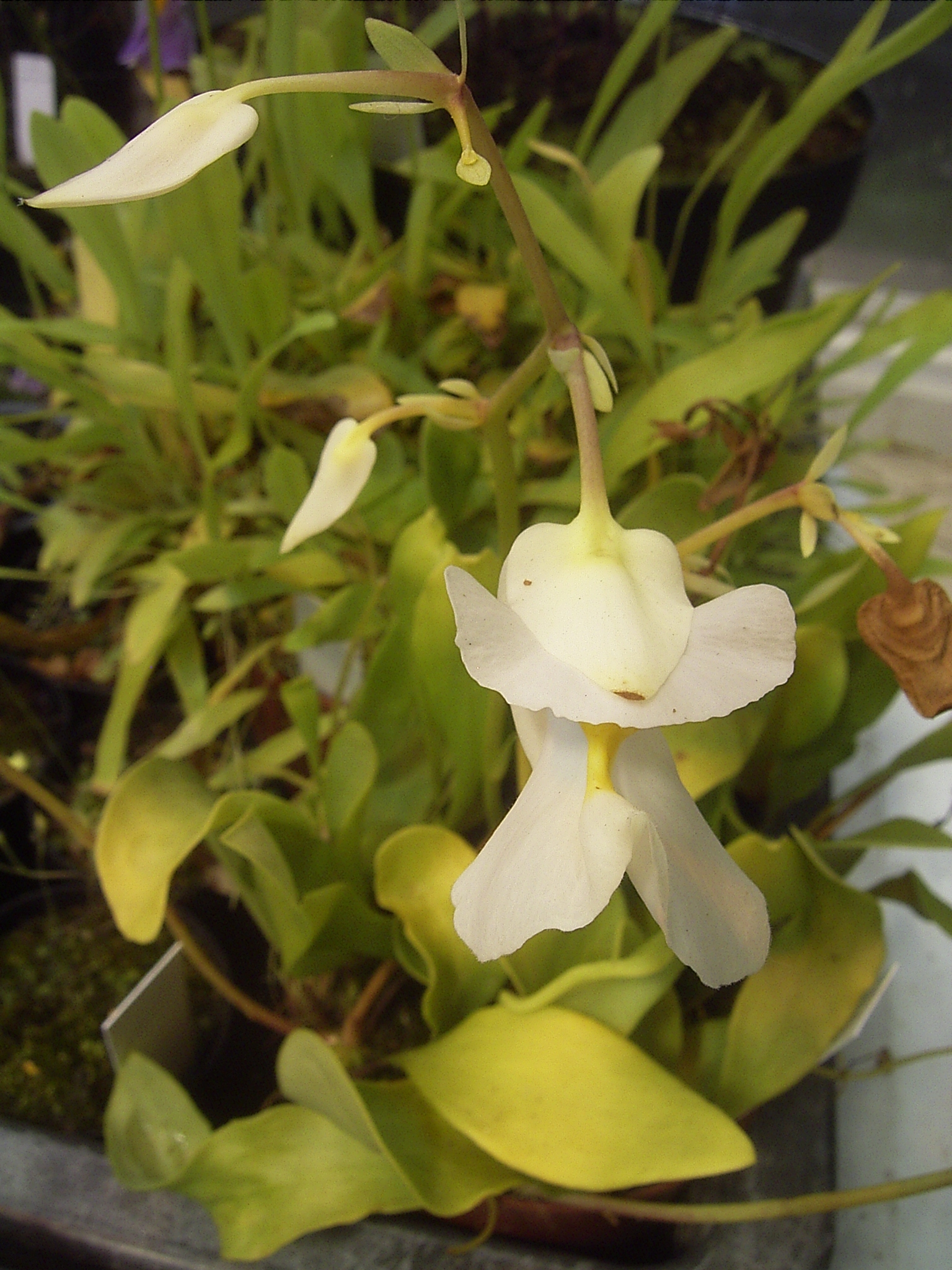
Utricularia alpina, bublinatka horská

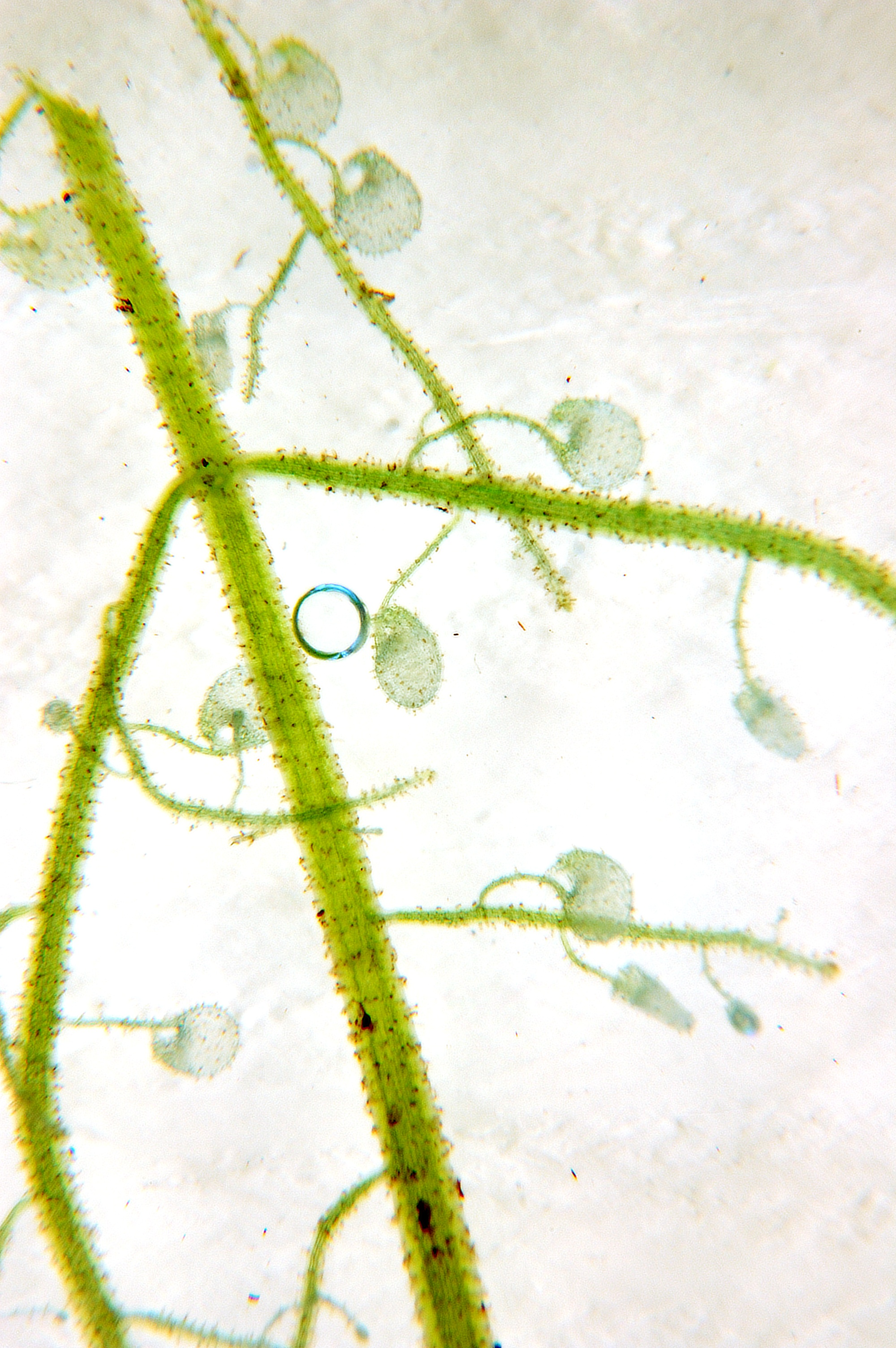
Utricularia alpina, bublinatka horská

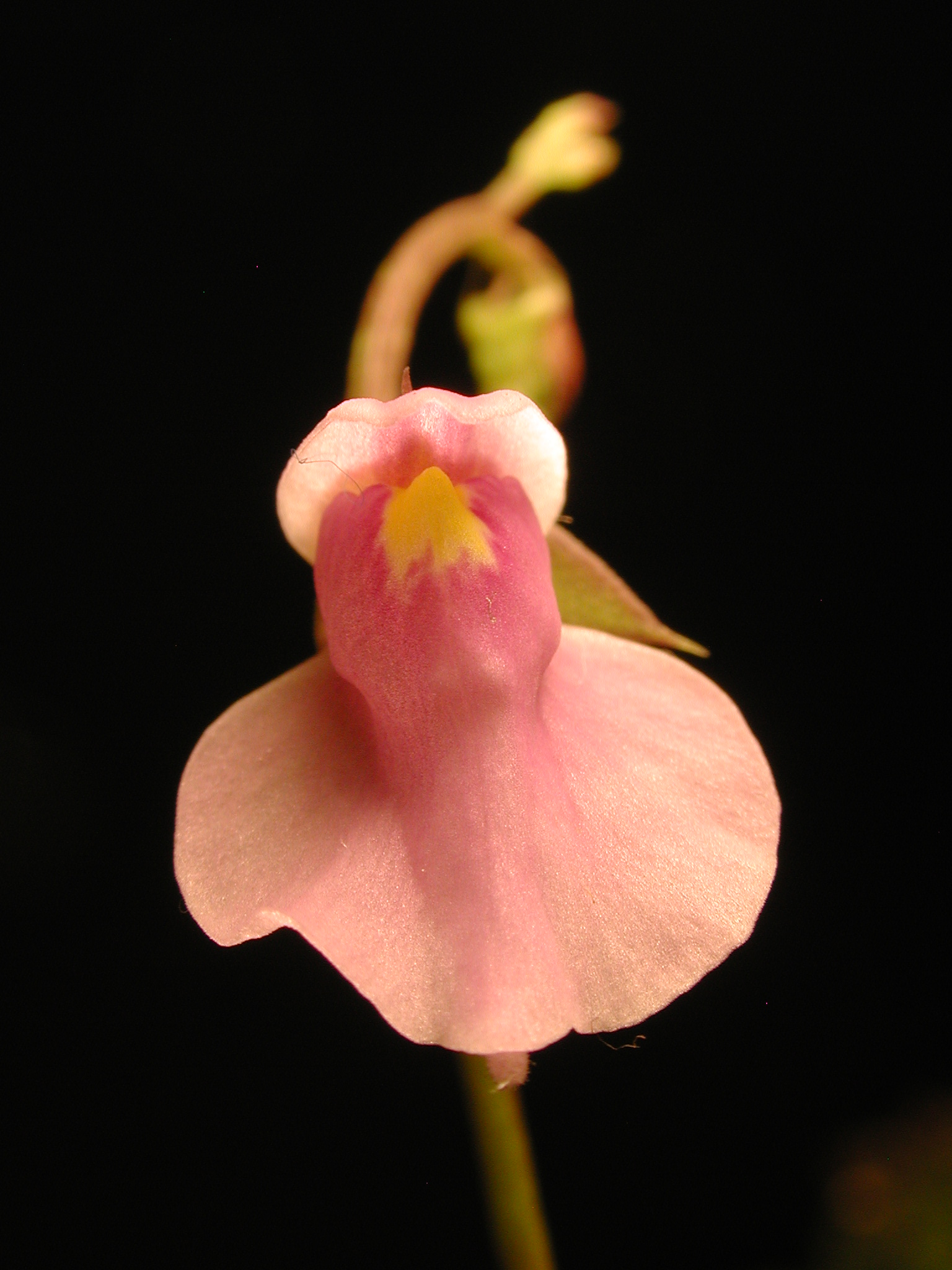
Barevně atraktivní květ Utricularia calycifida

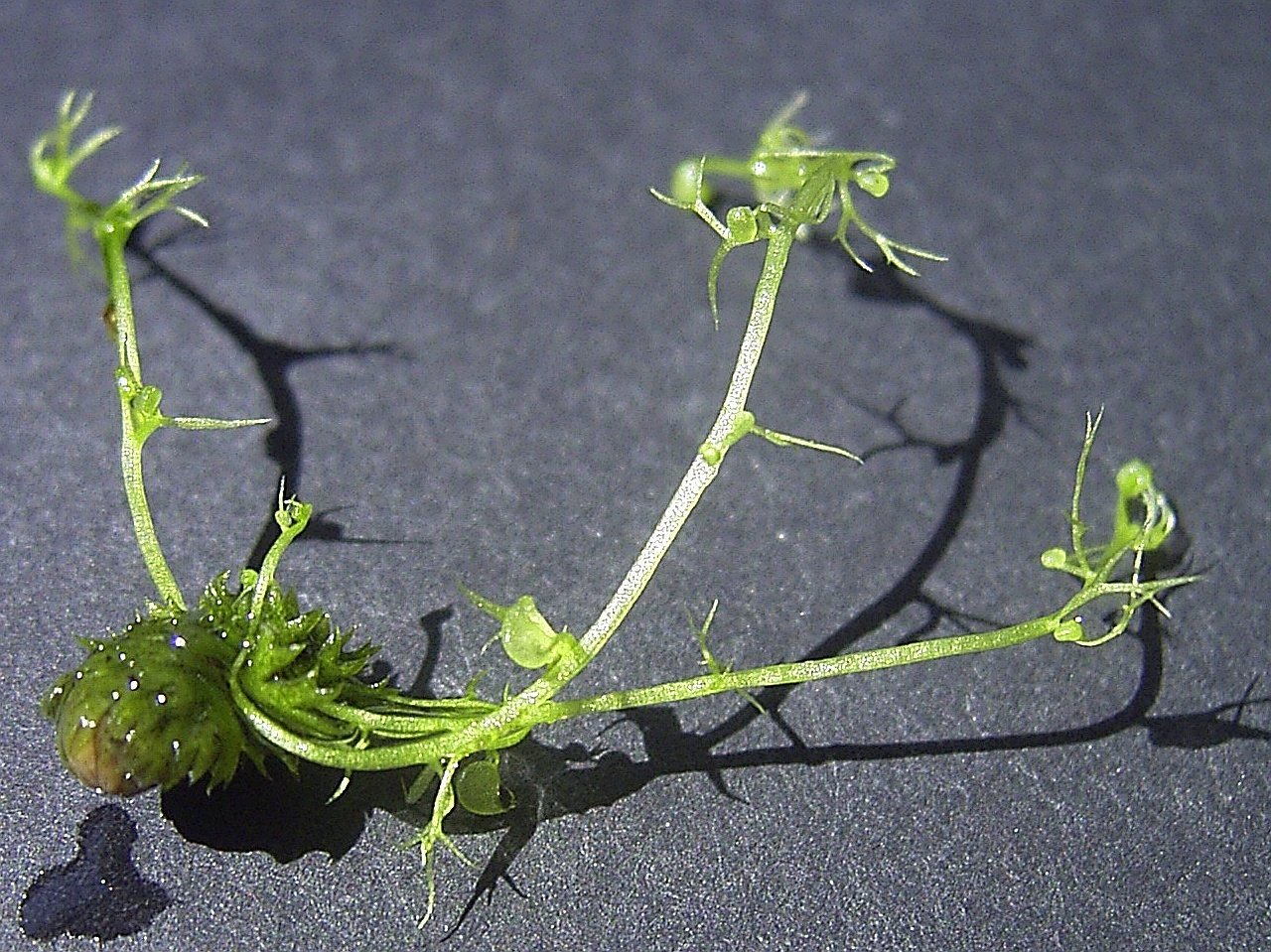
Utricularia bremii, bublinatka vícekvětá

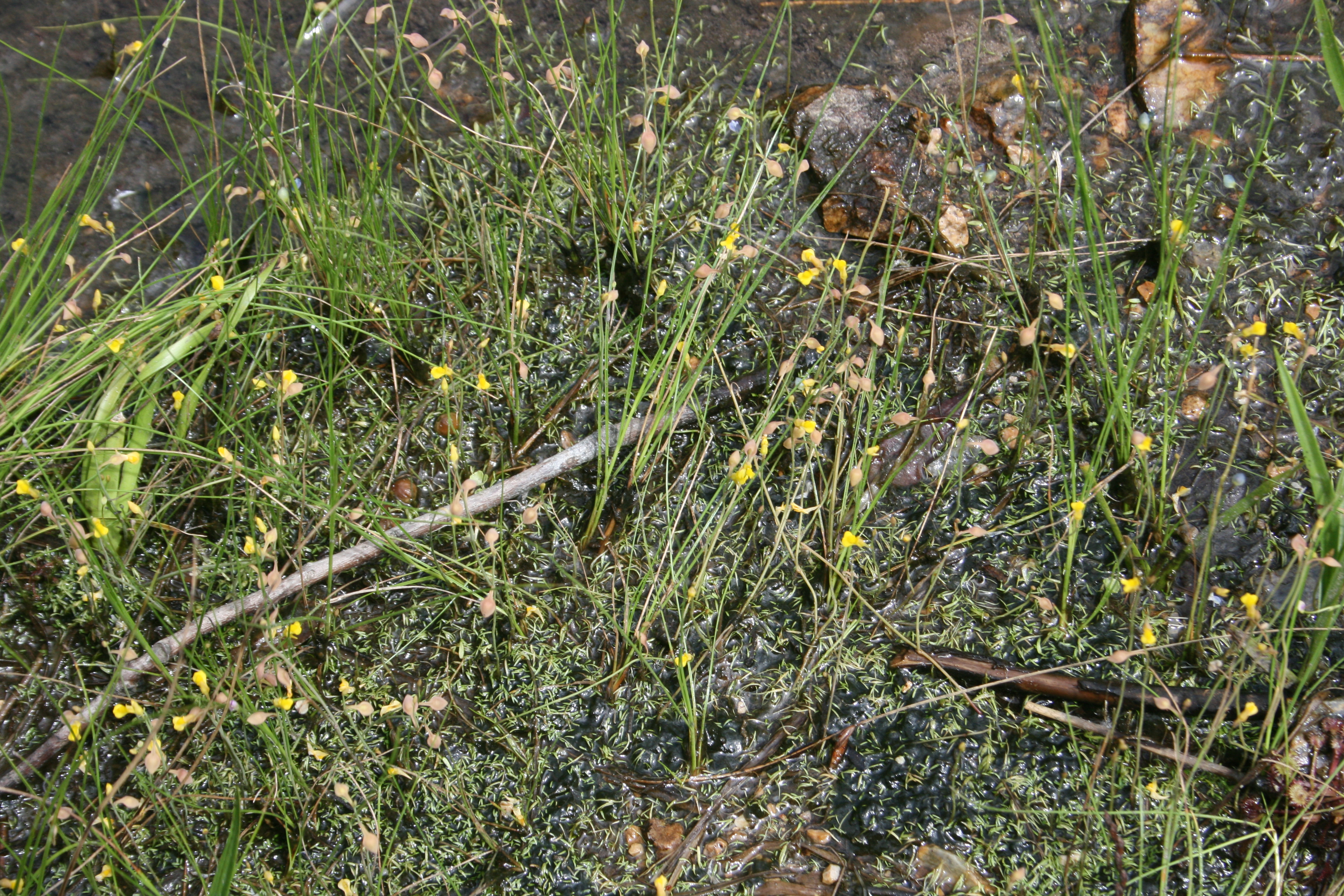
Utricularia bifida v mokřadu Imō, Japonsko

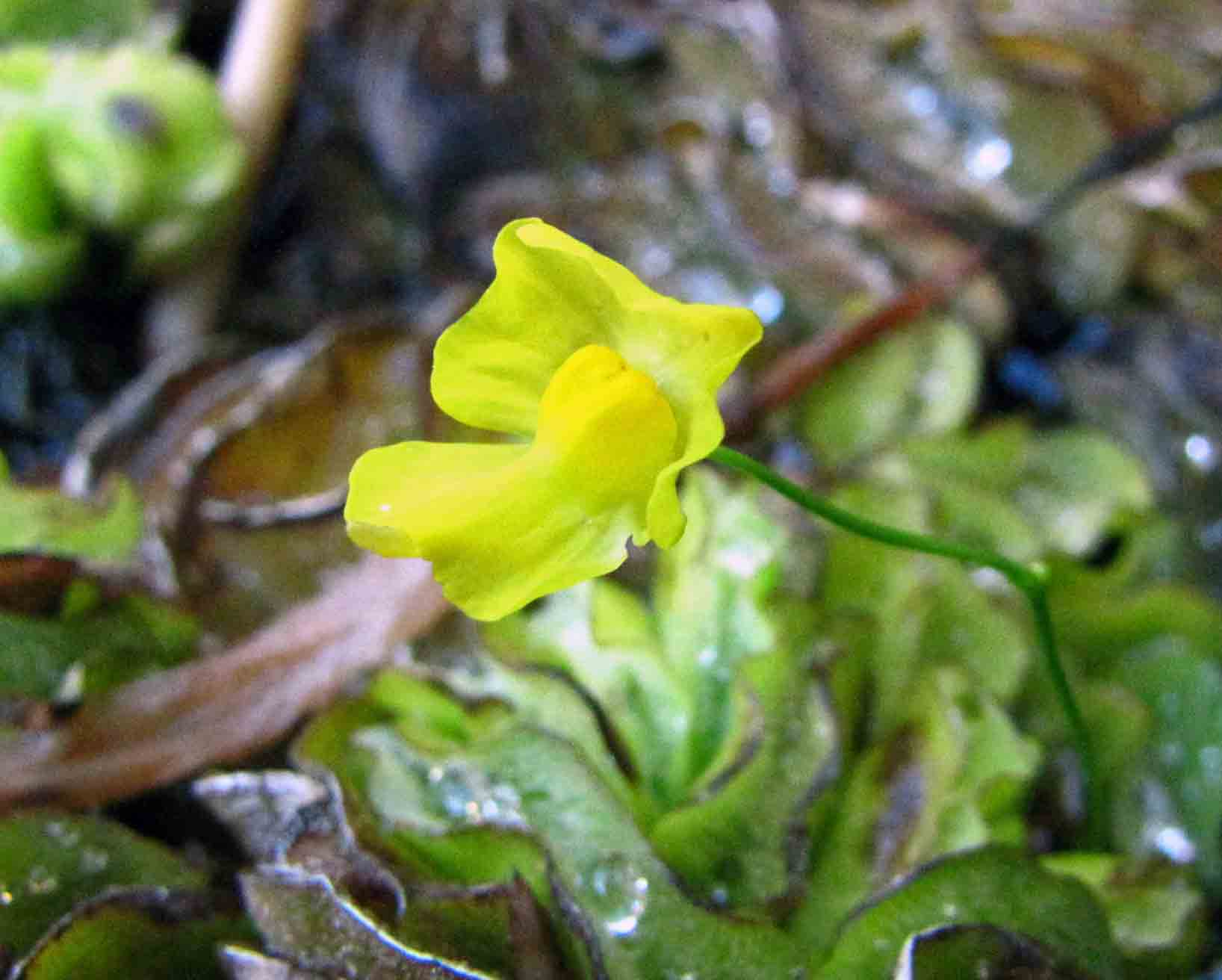
Utricularia gibba

Prýty vodních druhů plují při povrchu vodní hladiny. Jsou bez kořenů nebo vytvářejí jen rhizoidy. K uchycení v půdním prostředí mají některé druhy speciální nezelené prýty s lapacími měchýřky, které pronikají do bahnitého substrátu. Prýty jsou většinou větvené. Na koncích větví se u druhů mírného pásu na zimu vytvářejí kulovité, 1–20 mm dlouhé zimní pupeny (turiony), které se oddělují od hynoucího prýtu a přezimují u dna.
Při nedostatku kyslíku a oxidu uhličitého v přehřáté vodě se vytvářejí tzv. dýchací prýty. Jsou to tenké, 2–20 cm dlouhé, k hladině stočené útvary s 5–16 podlouhle vejčitými, 1–2,5 mm dlouhými šupinovitými listy. Vynořují se nad vodu.

### Listy
Listy jsou střídavé, řapíkaté i přisedlé, členité až celokrajné (druhy rostoucí v ČR mají listy členité pouze v čárkovité až nitkovité úkrojky), někdy štítnaté, opatřené více či méně přisedlými, vakovitými lapacími měchýřky.

### Lapací měchýřky
Každá past tvaru měchýřku je velká 0,5–4,0 mm v průměru. Vznikla přeměnou listů. V lapacím měchýřku je podtlak a každý z měchýřků má víčko opatřené titěrnými chloupky. Víčko bývá obvykle zavřené, ale když se nějaký drobný živočich (prvok, roztoč, korýš, drobný hmyz nebo jeho larva) dotkne chloupků, víčko se prudce otevře a podtlakem se nasaje voda i s živočichem do měchýřku. Víčko se přiklopí, takže oběť nemůže uniknout. Celý proces trvá pouhý zlomek sekundy. Botanik Větvička v rozhlasovém pořadu použil příměr, že otevření a uzavření víčka je rychlejší než uzávěrka fotoaparátu (rychlost uzávěru pasti bublinatky je 1/160 s, běžná spoušť fotoaparátu 1/150 s). Průměrný exemplář může mít až 7000 lapacích měchýřků.
Někteří autoři uvádějí, že se měchýřky vyvinuly v obydlí mikroorganismů, které v nich žijí a pomáhají trávit kořist. S postupujícími výzkumy se zjistilo, že normálně je uvnitř měchýřků bezkyslíkaté prostředí (anoxie), které může být po nasátí okolní vody s kyslíkem na desítky minut přerušeno. Snášejí ho i fakultativně anaerobní organismy, které v měchýřcích žijí symbioticky jako komenzálové – bakterie, řasy, nálevníci, vířníci.
Jiní autoři uvádějí, že si bublinatka vytváří vlastní trávicí žlázky na vnitřních stranách lapacích měchýřků a těmi tráví kořist (čtyřramenné trávicí žlázy).
Pasti bublinatek, přestože jsou mezi pastmi masožravých rostlin nejmenší, jsou považovány za funkčně nejdokonalejší typ.

### Květy
Květy jsou souměrné, tzv. šklebivé. Jsou primárně pětičetné, nápadné, většinou ve volných, hroznovitých květenstvích, která vyrůstají nad hladinu vody či substrátu. Mohou být i jednotlivé, různé velikosti a barvy. Stopka květenství mívá většinou několik šupinovitých listenů. Květní stopky vyrůstají v úžlabí listenu se dvěma listenci nebo bez nich.
Kalich je vytrvávající, dvoupyský (podrod Utricularia) nebo čtyřpyský (podrod Polypompholix se třemi druhy v Austrálii), téměř až k bázi členěný. Horní pysk je srostlý ze dvou lístků, dolní ze tří lístků.
Koruna je dvoupyská, ostruhatá. Horní pysk je srostlý ze dvou lístků, je vzpřímený, většinou celistvý nebo měkce na špičce vykrojený. Dolní pysk je srostlý ze tří lístků, je zřetelně větší než horní. Bývá dvou- až třílaločnatý nebo celistvý, většinou se zřetelně vyklenutým, někdy dvoudílným patrem uzavírajícím ústí koruny.
Tyčinky jsou dvě. Nitky jsou tlusté a krátké, přirůstající k bázi koruny mezi květní stopkou a ostruhou, s krátkými obloukovitými, sekundárně sloučenými jednopouzdrými prašníky.
Blizna je téměř přisedlá, nestejně dvoulaločná, dolní lalok je větší a delší než sotva patrný horní lalok.

### Plod
Plodem je tobolka se dvěma chlopněmi. Semena jsou četná, malá, často křídlatá nebo s chlupy.

## Stanoviště

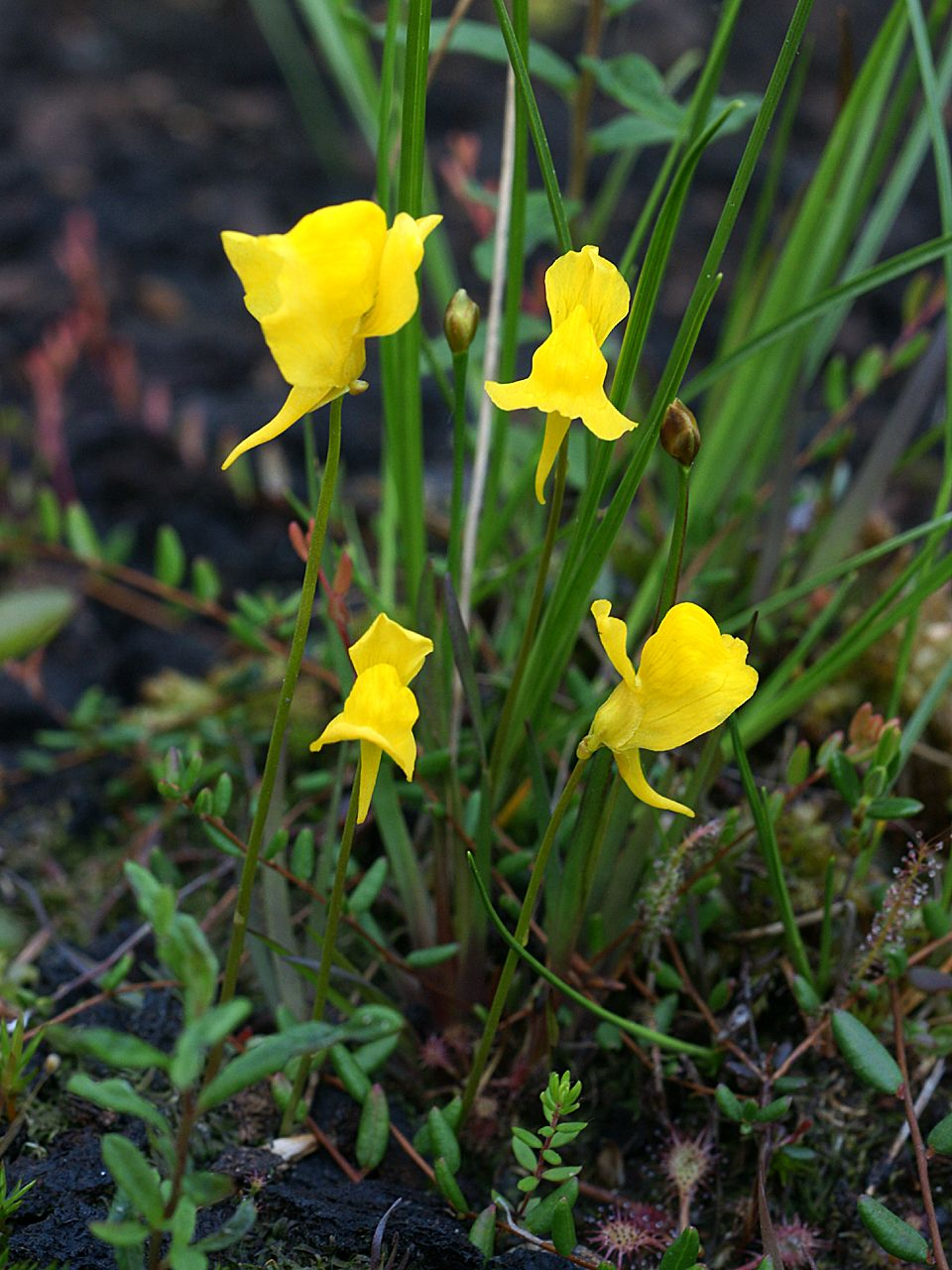
Utricularia cornuta

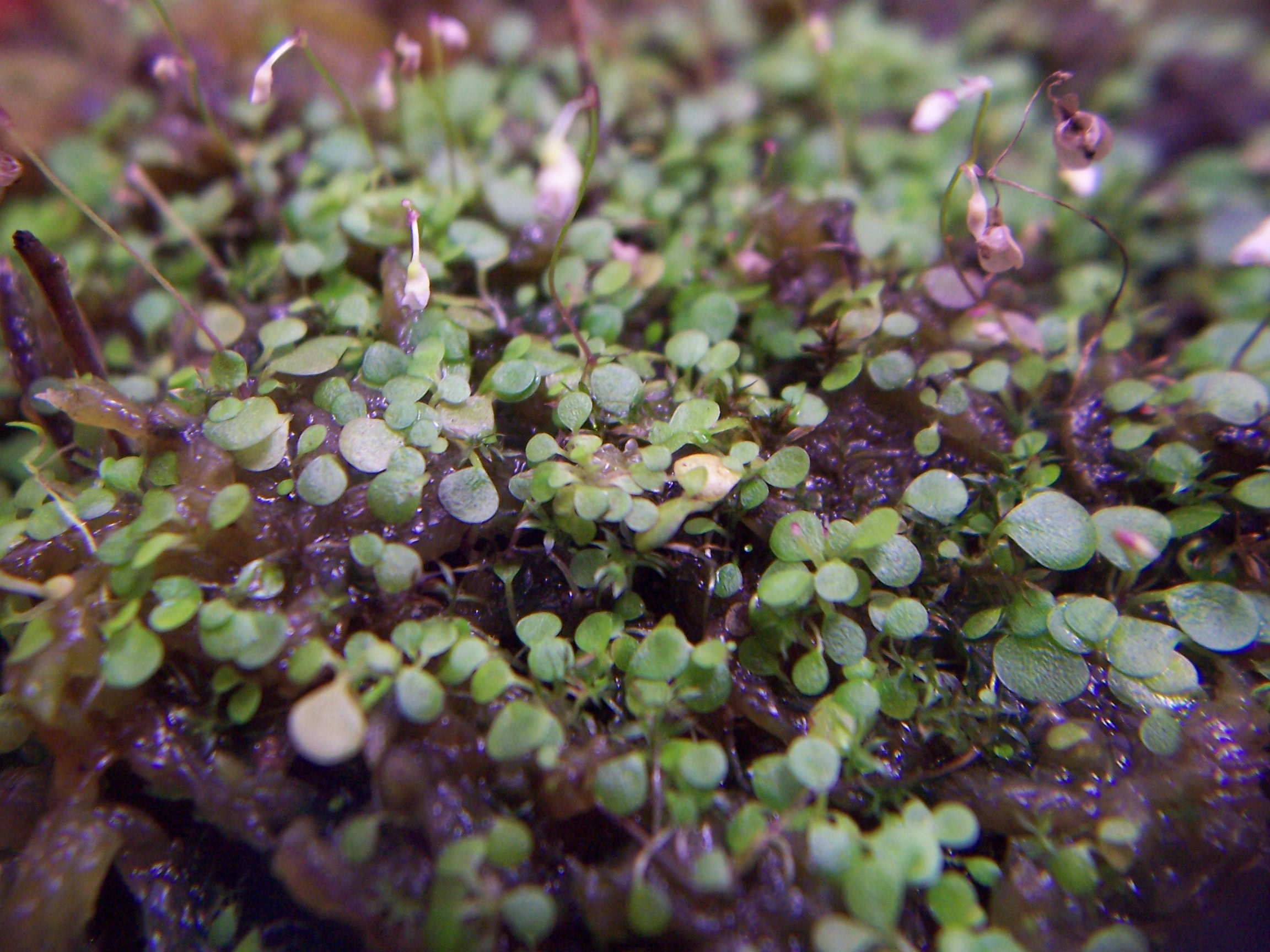
Utricularia striatula

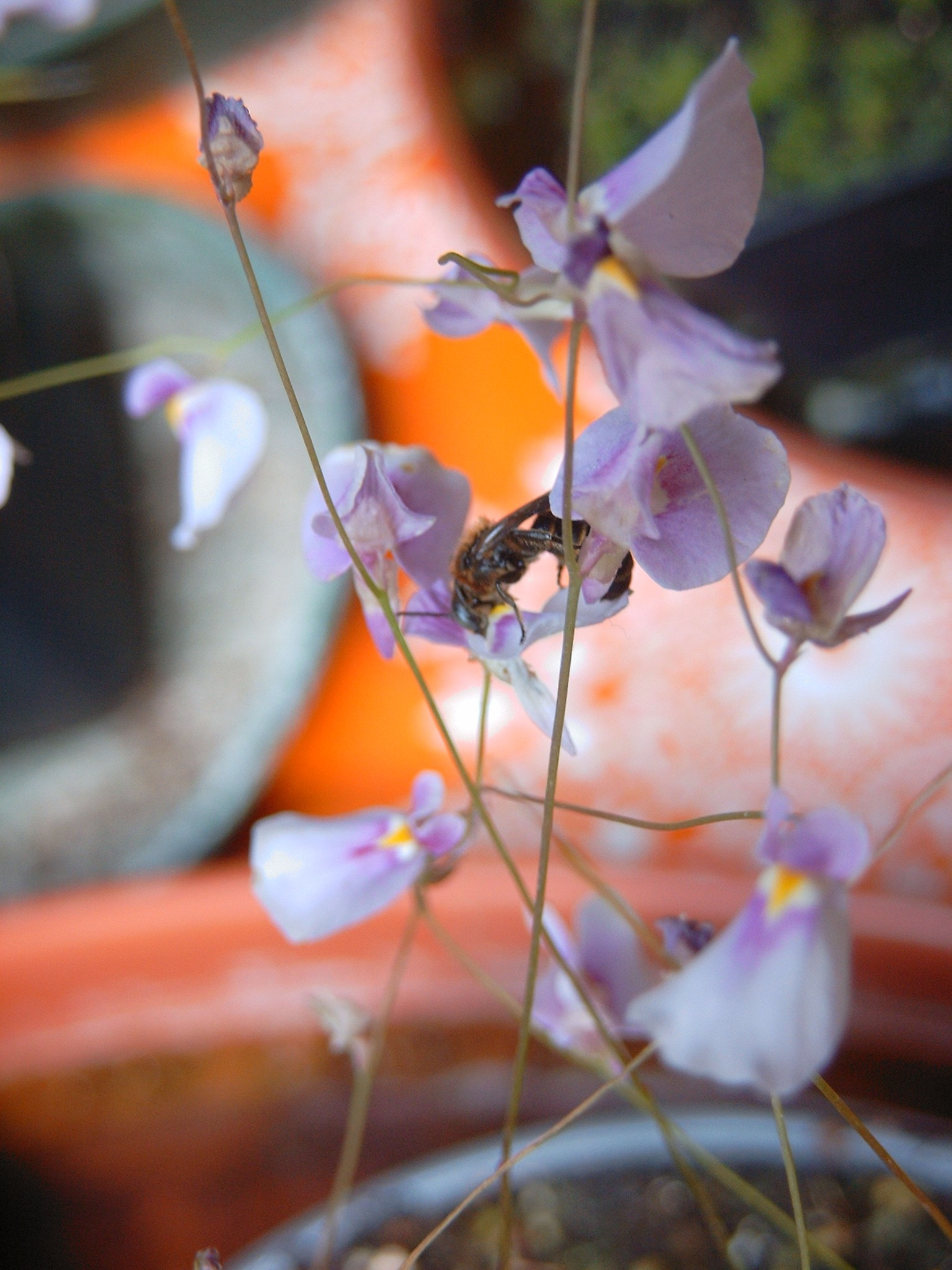
Utricularia blanchetti s kořistí

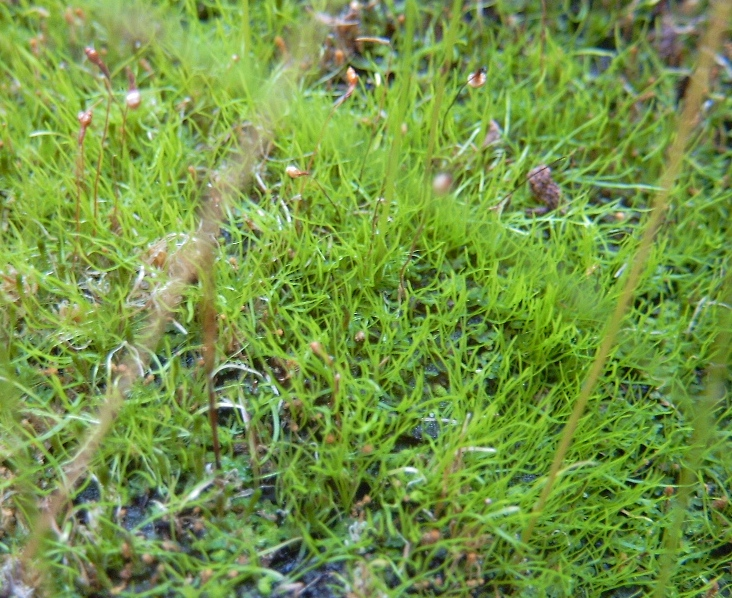
Utricularia blanchetti

Bublinatkám vyhovuje vlhké stanoviště. Často rostou ve vodě nebo v místech sezónně zaplavených, přičemž rychle osídlují dostupný prostor. Vyhledávají mělké břehy, laguny jezer a vodních toků, stále vlhké mělké písčiny, skály porostlé mechem, kmeny stromů a růžice broméliovitých rostlin. Rostou v mělké vodě, v bažinách a v kyselém písčitém substrátu s různým podílem organického humusu.

## Vhodné podmínky
Druhy mírného pásma: 7 °C – 28 °C; tropické druhy: 10 °C – 35 °C; hlíznaté druhy: 4 °C – 38 °C; severoamerické druhy: 1 °C – 32 °C.

## Ohrožení a ochrana
Ze 178 druhů bublinatek uvedených v Červeném seznamu ohrožených druhů jsou tři druhy uváděny jako klesající (decreasing): Utricularia microcalyx, U. pobeguinii a U. sandersonii.
K roku 2006 bylo v ČR pět druhů (ze sedmi rostoucích v ČR) podle zákona nebo charakteru výskytu kriticky ohrožených.
K roku 2017: kriticky ohrožený druh (CR) je bublinatka obecná, ohroženými druhy (EN) jsou bublinatka vícekvětá, bublinatka prostřední a bublinatka bledožlutá, zranitelným druhem (VU) je bublinatka menší, málo dotčeným druhem (LC) bublinatka jižní a druhem nevyhodnoceným (NE), resp. nevhodným pro hodnocení (NA) bublinatka tmavá.

## Léčitelství v českých zemích
V lidovém léčitelství se dříve používala bublinatka jižní na rány a otoky, a to pod názvem Herba lentibulariae (doslovně „nať bublinatek“). Bublinatka obecná je uváděna jako diuretikum. V souvislosti s léčebnými účinky je místy zaměněn rod bublinatka (Utricularias) s lidovým názvem „bublinatka“ užívaným pro léčivou chaluhu bublinatou (Fucus vesiculosus; lidově bublinatka, mořská řasa, mořský dub).

## Mýtus predace
V České republice se v oboru rybníkářství traduje, že bublinatka obecná a bublinatka jižní jsou škůdci rybího plůdku. Podezření je však prokazatelně nesprávné, neboť ústí pastí (lapacích měchýřků) je příliš úzké, aby mohlo plůdek nasát.

## Biologická klasifikace

### Podrody
- podrod Bivalvaria Kurz
- podrod Polypompholyx (Lehm.) P. Taylor 1986
- podrod Utricularia Kamiénski 1891

### Zástupci

#### Vodní druhy
- Utricularia aurea
- Utricularia australis
- Utricularia benjaminiana
- Utricularia biovularioides
- Utricularia bremii
- Utricularia cymbantha
- Utricularia fibrosa
- Utricularia foliosa
- Utricularia geminiscapa
- Utricularia gibba
- Utricularia hydrocarpa
- Utricularia inflata
- Utricularia inflexa
- Utricularia intermedia
- Utricularia juncea
- Utricularia minor
- Utricularia myriocista
- Utricularia neottioides
- Utricularia ochroleuca
- Utricularia olivacea
- Utricularia oliveriana
- Utricularia radiata
- Utricularia reflexa
- Utricularia resupinata
- Utricularia rigida
- Utricularia stellaris
- Utricularia stygia
- Utricularia tetraloba
- Utricularia tubulata
- Utricularia volubilis
- Utricularia vulgaris

#### Pozemní druhy
- Utricularia albiflora
- Utricularia amethystina
- Utricularia antennifera
- Utricularia benthamii
- Utricularia biloba
- Utricularia bisquamata
- Utricularia capensis
- Utricularia capilliflora
- Utricularia chiribiquetensis
- Utricularia costata
- Utricularia dichotoma
- Utricularia dunlopii
- Utricularia dunstaniae
- Utricularia erectiflora
- Utricularia fimbriata
- Utricularia furcellata
- Utricularia graminifolia
- Utricularia helix
- Utricularia hispida
- Utricularia laciniata
- Utricularia lateriflora
- Utricularia laxa
- Utricularia livida
- Utricularia menziesii
- Utricularia multifida
- Utricularia nana
- Utricularia nigrescens
- Utricularia parthenopipes
- Utricularia pentadactyla
- Utricularia praeterita
- Utricularia prehensilis
- Utricularia pubescens
- Utricularia purpureocaerulea
- Utricularia pusilla
- Utricularia recta
- Utricularia sandersonii
- Utricularia scandens
- Utricularia simulans
- Utricularia spiralis
- Utricularia subulata
- Utricularia tenella
- Utricularia trichophylla
- Utricularia tricolor
- Utricularia tridentata
- Utricularia uliginosa
- Utricularia uniflora
- Utricularia violacea
- Utricularia westonii

#### Orchidioidní druhy
- Utricularia alpina
- Utricularia asplundii
- Utricularia brachiata
- Utricularia calycifida
- Utricularia campbelliana
- Utricularia endresii
- Utricularia forrestii
- Utricularia humboldtii
- Utricularia jamesoniana
- Utricularia longifolia
- Utricularia mannii
- Utricularia multicaulis
- Utricularia nelumbifolia
- Utricularia nephrophylla
- Utricularia praelonga
- Utricularia quelchii
- Utricularia reniformis
- Utricularia striatula
- Utricularia unifolia

#### Nezařazené bublinatky
- Utricularia adpressa
- Utricularia albocaerulea
- Utricularia andongensis
- Utricularia appendiculata
- Utricularia arcuata
- Utricularia arenaria *
- Utricularia arnhemica
- Utricularia aureomaculata
- Utricularia beaugleholei
- Utricularia bifida
- Utricularia blanchetii
- Utricularia bosminifera
- Utricularia bracteata
- Utricularia breviscapa
- Utricularia buntingiana
- Utricularia caerulea
- Utricularia cecilii
- Utricularia cheiranthos
- Utricularia chiakiana
- Utricularia choristotheca
- Utricularia christopheri
- Utricularia chrysantha
- Utricularia circumvoluta
- Utricularia cornuta
- Utricularia corynephora
- Utricularia cucullata
- Utricularia delicatula
- Utricularia delphinioides
- Utricularia determannii
- Utricularia dimorphantha
- Utricularia firmula
- Utricularia fistulosa
- Utricularia flaccida
- Utricularia floridana
- Utricularia foveolata
- Utricularia fulva
- Utricularia garrettii
- Utricularia geminiloba
- Utricularia geoffrayi
- Utricularia georgei
- Utricularia guyanensis
- Utricularia hamiltonii
- Utricularia heterochroma
- Utricularia heterosepala
- Utricularia hintonii
- Utricularia hirta
- Utricularia holtzei
- Utricularia huntii
- Utricularia inaequalis
- Utricularia incisa
- Utricularia involvens
- Utricularia kamienskii
- Utricularia kenneallyi
- Utricularia kimberleyensis
- Utricularia kumaonensis
- Utricularia lasiocaulis
- Utricularia lazulina
- Utricularia leptoplectra
- Utricularia leptorhyncha
- Utricularia letestui
- Utricularia limosa
- Utricularia lloydii
- Utricularia longeciliata
- Utricularia macrocheilos
- Utricularia macrorhiza
- Utricularia macrorhiza
- Utricularia malabarica
- Utricularia meyeri
- Utricularia microcalyx
- Utricularia micropetala
- Utricularia minutissima
- Utricularia mirabilis
- Utricularia monanthos
- Utricularia moniliformis
- Utricularia muelleri
- Utricularia naviculata
- Utricularia nervosa
- Utricularia odontosepala
- Utricularia odorata
- Utricularia panamensis
- Utricularia paulineae
- Utricularia peranomala
- Utricularia perversa
- Utricularia petersoniae
- Utricularia physoceras
- Utricularia pierrei
- Utricularia platensis
- Utricularia pobeguinii
- Utricularia poconensis
- Utricularia podadena
- Utricularia polygaloides
- Utricularia praelonga
- Utricularia praetermissa
- Utricularia pulchra
- Utricularia punctata
- Utricularia purpurea
- Utricularia quinquedentata
- Utricularia raynalii
- Utricularia reticulata
- Utricularia rhododactylos
- Utricularia salwinensis
- Utricularia sandwithii
- Utricularia schultesii
- Utricularia simplex
- Utricularia singeriana
- Utricularia smithiana
- Utricularia spruceana
- Utricularia stanfieldii
- Utricularia steenisii
- Utricularia steyermarkii
- Utricularia striata
- Utricularia subramanyamii
- Utricularia tenuissima
- Utricularia terrae-reginae
- Utricularia tortilis
- Utricularia tridactyla
- Utricularia triflora
- Utricularia triloba
- Utricularia troupinii
- Utricularia viscosa
- Utricularia vitellina
- Utricularia warburgii
- Utricularia warmingii
- Utricularia welwitschii
- Utricularia wightiana